# Obciągacz spinakerbomu
Obciągacz spinakerbomu – urządzenie na jachcie lub łodzi, służące do utrzymywania spinakerbomu w wyznaczonej pozycji w płaszczyźnie poziomej. Na małych łódkach obciągaczem może być pojedyncza linka, na większych jednostkach może to być bardziej złożona talia. Obciągacz spinakerbomu zapobiega zbyt wysokiemu unoszeniu się tego drzewca, a dokładniej jego nawietrznego końca.